# Cantonul Neuilly-sur-Seine-Nord
Cantonul Neuilly-sur-Seine-Nord este un canton din arondismentul Nanterre, departamentul Hauts-de-Seine, regiunea Île-de-France, Franța.

## Comune
| Comune                             | Populație (1999) | Cod poștal | Cod INSEE |
| ---------------------------------- | ---------------- | ---------- | --------- |
| Neuilly-sur-Seine, commune entière | 60.341           | 92200      | 92051     |